# Marketenderschlössl

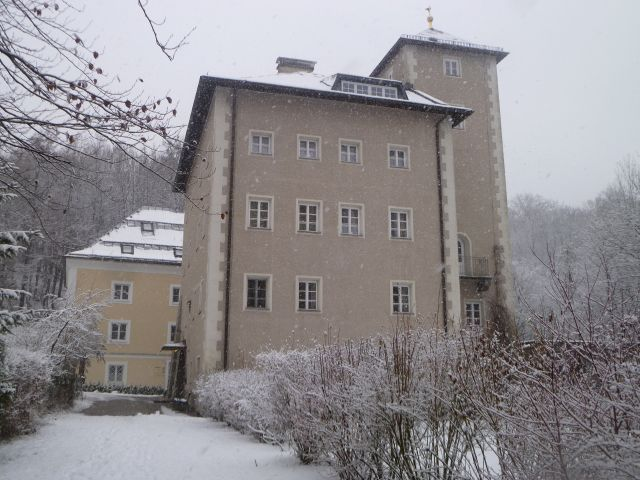
Marketenderschlössl mit dem als Wohnhaus neu erbauten „Hintermaiergütl“ auf dem Mönchsberg

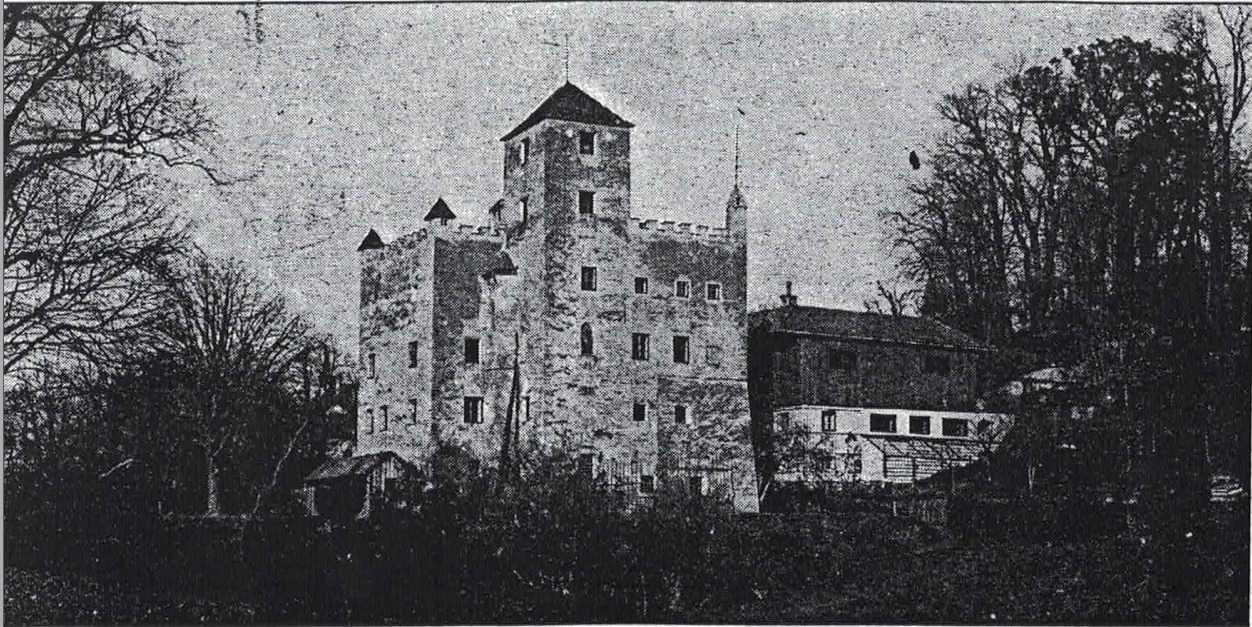
Marketenderschlößl (links) vor seiner Renovierung und Hintermeiergütl (rechts) vor dem Brand

Das Marketenderschlössl (ehemals Frankmannschlössl) mit Hintermaiergütl ist ein Anwesen am Mönchsberg, einem der Innenstadtberge von Salzburg.
Das Ensemble (Mönchsberg 21), das heute ein Studienzentrum der University of Redlands und ein Studentenheim des Salzburger Studentenwerks beherbergt, steht unter Denkmalschutz und gehört zum UNESCO-Welterbe Historisches Zentrum der Stadt Salzburg.

## Geschichte

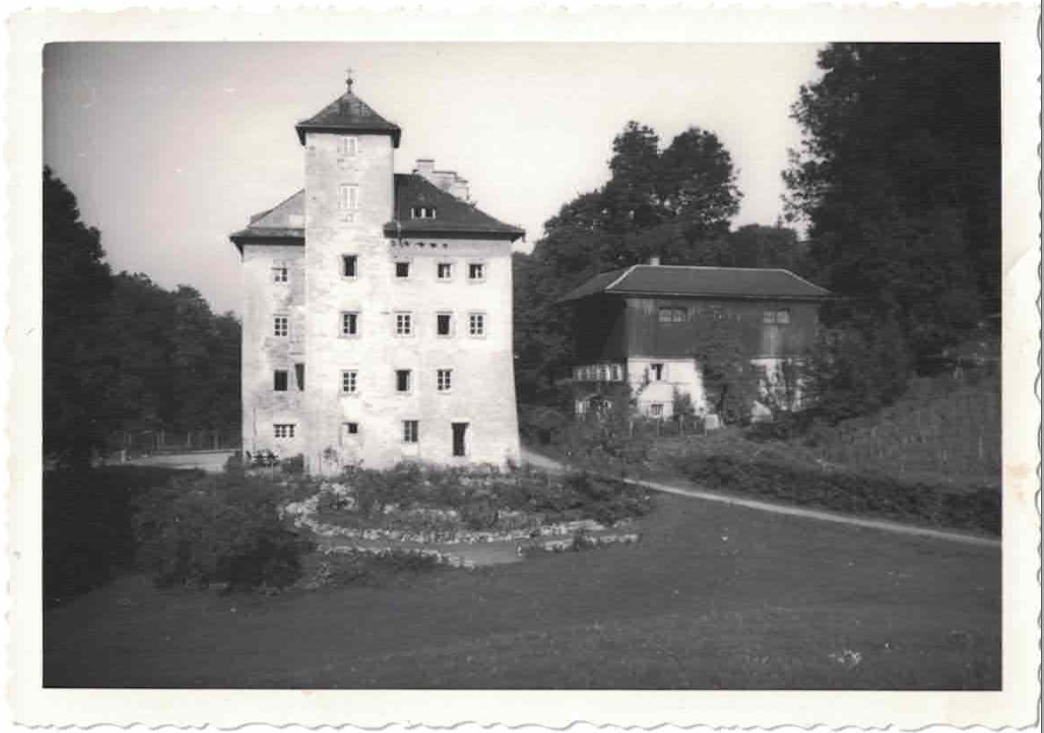
Marketenderschlößl (links) nach der Renovierung und Hintermeiergütl (rechts)

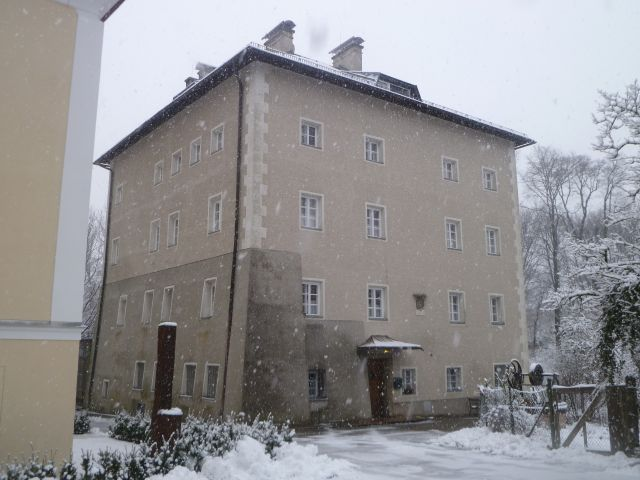
Marketenderschlössl

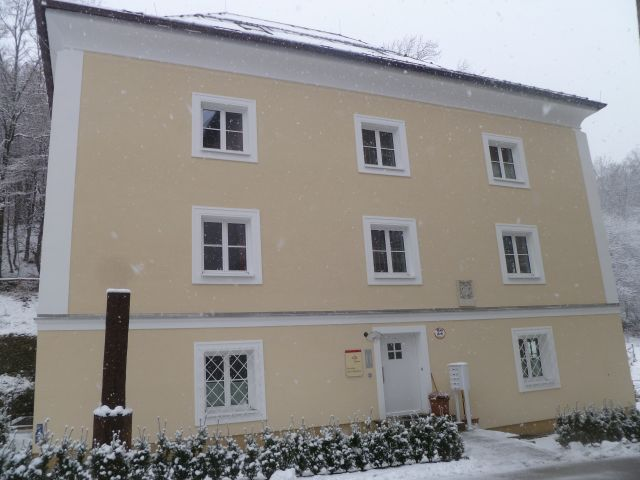
Hintermaiergütl (Noviziatshaus der Pallottiner) mit dem Wappen von Erzbischof Max Gandolf von Kuenburg

Das Marketenderschlössl entwickelte sich aus verschiedenen Besitzungen – Peunten (Kleinsgütern), Gärten, Obstgärten – am Mönchsberg, die zu Beginn des 16. Jahrhunderts von der Familie Frankmann aufgekauft wurden, und auf denen unter Stephan Frankmann von Oxenfeld zwischen 1560 und 1563 ein erstes Gebäude errichtet wurde (daher der Name Frankmannschlössl bzw. die heute nicht mehr gebräuchliche Ortsbezeichnung Frankmannberg).
Stephan Frankmann von Oxenfeld war seit 1558 Stadtrichter und von 1563 bis 1574 fürsterzbischöflicher Mautner. Trotz dreier Heiraten mit wohlhabenden Bürgerstöchtern war und blieb er hoch verschuldet. Bei einem vorgenommenen Ausgleich fiel der Besitz am Mönchsberg an die Kinder seiner ersten Frau, einer geborenen Thumberger. Christoph Thumberger verkaufte am 29. März 1589 den Besitz an den Fürsterzbischof Wolf Dietrich. Dieser ließ das Schloss vergrößern, auch wurde eine bis heute bestehende Zisterne gegraben. Das auf dem Schloss befindliche Wappen verweist auf diesen Fürsten. Mit Datum von 27. Jänner 1604 wurde vereinbart, dass das Schloss jeweils dem Senior des Salzburger Domkapitels zur Nutzung überlassen werden sollte (daher die Bezeichnung Senioratschlössl). Der erste dieser Domherrn, Balthasar von Raunach, ließ den Altar in der Kapelle mit einem Gemälde der hl. Maria mit dem Jesusknaben und dem jungen Johannes der Täufer ausstatten.
Im Dreißigjährigen Krieg wurden in dem Schlösschen Offiziere und Soldaten einquartiert. Ein Teil der Gründe wurde 1642 an die Landschaft (das war eine Art Landtag von Salzburg, zusammengesetzt aus Adel und Abgesandten des Volkes, gewählten Bürgern und Bauern) für fortifikatorische Zwecke verkauft. Am 8. Januar 1677 wurde das gesamte Schloss an die Landschaft verkauft, die es zu einer Kaserne umgestaltete. Aus dieser Zeit stammt die Einrichtung einer Fleischbank für Marketender; daher auch die heute noch geläufige Bezeichnung Marketenderschlössl. Zeitweilig wurde auch der zugehörige Meierhof (das sog. Hintermaiergütl) unter Erzbischof Max Gandolf für die Soldaten und das Schloss für Invalide genutzt. Da der Invalidenkorporal Melchior Ruf mit dem Geld für die Invaliden das Auskommen nicht finden konnte, beantragte er die Genehmigung für eine Gastwirtschaft. Die hier eingerichtete Gastwirtschaft entwickelte sich zu einem beliebten Ausflugsziel, es fanden in der nächsten Nähe bedeutende öffentliche Feste statt (28. Mai 1849: Großes Salzburger Fahnen- und Gesangsfest, 15. August 1861: Nachfeier zum großen deutschen Sängerfest in Nürnberg, 31. August 1862: Gründungsfest des Salzburger Turnvereins).
Aus dem ärarischen Besitz wurde das Marketenderschlössl 1870 von Oberst Ferdinand Ritter Eißler von Ehrenwarth erworben. Nach einem 1885 Verkauf an Wilhelm Ritter von Pramberger-Eißler kam der Besitz an den russischen Obristen Basilius von Paschkoff. 1902 gelangte es an die Erben des Obristen (Alexander, Sophie, Olga und Marie von Paschkoff).
1926 wurde der Besitz gemeinsam mit dem Johannesschlössl an das St. Paulusheim in Bruchsal für die katholisch-deutsche Auslandsmission der Pallottiner verkauft. Ein baulich ursprünglicher Zustand wurde nach Beseitigung der 1861 angebrachten Zinnen hergestellt. Bis 1941 war hier das Priesterseminar für die süddeutsche Provinz der Pallottiner untergebracht. In der NS-Zeit wurden die Pallottiner enteignet und in dem Schloss wurde die Patentverwertungsgesellschaft der Rüstungsindustrie untergebracht. 1948 wurde es wieder an den Orden zurückgegeben und es wurde ein Schülerinternat eingerichtet.
Das Marketenderschlössl wird heute von der kalifornischen University of Redlands genutzt, die hier ein 1960 gegründetes Zentrum für europäische Studien betreibt. Die Innenräume des Gebäudes wurden im Jahr 2001 für diesen Zweck umfassend renoviert und verändert. Das Study Centre enthält eine Bibliothek, einen Lesesaal, Vortragsräume, Wohnräume mit Küchen und einen Computerraum. Das akademische Programm legt seinen Schwerpunkt auf Europastudien, Kulturwissenschaft und Deutsche Literatur.
Das dazugehörige Hintermaiergütl ist heute das Noviziatshaus des Ordens der Pallottiner. Es wurde am 2. Oktober 2009 von Erzbischof Alois Kothgasser eingeweiht. Im Herbst 2012 wurde das Noviziat der Pallottiner in Salzburg geschlossen und das Haus an das Salzburger Studentenwerk vermietet. Das Salzburger Studentenheim betreibt seit 1. November 2012 unter dem Namen „M22“ im Hintermaiergütl ein Studentenheim.

## Bauliche Besonderheiten
Ein 1980 renovierter Ziehbrunnen vor dem Gebäude trägt die Jahreszahl 1560 und zwei Wappen aus der frühen Geschichte des Hauses. Durch eine Verwechslung der Maßeinheiten von Fuß und Klafter um 1900, kam es zeitweise zu dem Gerücht, der Brunnen sei 60 m tief, er ist aber in Wahrheit nur gut 10 m tief. Der Brunnen wurde bzw. wird auch als Zisterne bezeichnet.